# 印度尼西亚武装警察部队学院
印度尼西亚武装警察部队学院是印尼武装警察部队的一所军事院校，旨在于训练并培养军事人才，该校毕业生可擢升为陆军中尉。
该院校有四个分部，即位于马格朗的印尼陆军学院（Akmil）、泗水的印尼海军学院（AAL）、日惹特区的印尼空军学院（AAU）及三宝垄的印尼警察学院（Akpol）。1999年4月1日，印尼警察学院脱离武装警察部队学院，该院校便更名为印度尼西亚国家军学院。